# Detet, jaget och överjaget
Detet, jaget och överjaget är begrepp om delar av psyket, som används inom psykoanalytisk teori. Psyket kan enligt den österrikiske läkaren Sigmund Freud förstås utifrån tre modeller; den topiska, den dynamiska (som också kallas den andra topiken) och den ekonomiska. Detet, jaget och överjaget är termer som används inom den dynamiska modellen.

## Detet
Detet, das Es, betecknar den psykiska instans som representerar drifter av evolutionärt ursprung, exempelvis självbevarelsedriften och fortplantningsdriften. Den är våra impulser och drifter, de sexuella och aggressiva.
Detet är den del av människans psyke som formas först. I detet finns bland annat aggressivitet och libido (sexuell energi, så som livslust och livsenergi). Detet vill ha sina begär och önskningar tillfredsställda så fort som möjligt även om det inte är socialt sett lämpligt. Detta kallas för lustprincipen. Vi kan till exempel känna oss sexuellt dragna till en okänd person eller vilja attackera någon som vi inte har något otalt med. Detet sägs därför vara omoraliskt, utan moral, så som det lilla barnet ibland beskrivs. Detet sägs också följa primärprocessens lagar. Det innebär att tid och rum inte existerar. Impulser från barndomen kan leva kvar och dyka upp hos den vuxne med ursprunglig styrka; önskningarna har inte åldrats. Detet saknar både logik och känsla för realism, och det präglas av önsketänkande.

## Jaget
Jaget, das Ich, betecknar den psykiska instans som medlar mellan detets krav på omedelbar driftstillfredsställelse och överjagets sociala normer. Jagets energier är ändliga. När de är tömda kallas tillståndet egodepletion.
I CG Jungs psykologi är jaget det centrala komplexet i medvetandet, det vill säga medvetandets brännpunkt samt bärare av personligheten. Jung skiljer mellan jag-förståelse och själv-förståelse. Jaget kan bara känna de medvetna delarna av personligheten, medan självet omfattar även de omedvetna. I individuationsprocessen skiljs jaget från det personliga omedvetna, men jaget förblir underordnat Självet.
Jaget är i jämförelse med Detet medvetet om tid och rum samt om yttervärldens krav. Jaget fungerar därför enligt sekundärprocessen och följer realitetsprincipen. Jaget försöker därför vara logiskt och någorlunda moraliskt samt medvetet överväga hur det ska lösa problemen som uppstår i livet. Jaget växer fram i det lilla barnet när det börjar få en mer realistisk bild av omvärlden; när det ser vad som är möjligt att få och vad det måste avstå ifrån. Jaget kan ignorera kortsiktiga önskningar för att i stället vinna trygghet och uppskattning på sikt. Jaget är dock inte så förnuftigt som det gärna vill inbilla sig. Omedvetna önskningar och impulser påverkar ofta hur jaget handlar. Jaget är dock inte alltid medvetet om detta, utan är i stället ett offer för de så kallade försvarsmekanismerna.

## Överjaget
Överjaget, das Über-Ich, betecknar samvetet, de krav och förväntningar som vi har på oss själva, våra regler och konventioner, och handlar om förmågan till skuldkänslor och skamkänslor, och till sann självkänsla.
Överjaget växer fram genom att barnet identifierar sig med sina föräldrar. Överjaget tar först in föräldrarnas ideal (egentligen deras överjag). Det införlivar senare också ideal från andra personer; släktingar, lärare och olika auktoriteter i samhället. Överjaget innehåller både ett samvete och en slags idealbild. Överjaget anses även vara en sträng härskare. Det iakttar jaget, jämför dess handlingar med sina egna ideal och normer, och fördömer sedan avvikelser.